# Karl Müller (målare)
Karl Müller, född 29 oktober 1818 i Darmstadt, död 15 augusti 1893 i Bad Neuenahr, var en tysk målare som tillhörde sennasarenerna och Düsseldorfskolan.